# Kunzia epacra
Kunzia epacra är en kräftdjursart som beskrevs av Wells 1967. Kunzia epacra ingår i släktet Kunzia och familjen Paramesochridae. Inga underarter finns listade i Catalogue of Life.